# Afrocamilla londti
Afrocamilla londti är en tvåvingeart som beskrevs av Barraclough 1997. Afrocamilla londti ingår i släktet Afrocamilla och familjen gnagarflugor. Inga underarter finns listade i Catalogue of Life.